# Arya Babbar
Arya Babbar (Bombay, 4 januari 1981) is een Indiaas acteur die voornamelijk in Hindi films speelt.

## Biografie
Arya Babbar speelt in Bollywood en Punjabi films. Hij is de zoon van Raj Babbar en half broer van Prateik Babbar. Zijn filmdebuut was in 2002 met de film Ab Ke Baras.
In 2014 nam hij deel aan realityshow Bigg Boss.

## Filmografie

### Films
| Jaar | Film                       | Rol                 | Opmerking                              |
| ---- | -------------------------- | ------------------- | -------------------------------------- |
| 2002 | Ab Ke Baras                | Karan/ Abhay        |                                        |
| 2003 | Mudda: The Issue           | Rajbir              |                                        |
| 2004 | Thoda Tum Badlo Thoda Hum  | Raju                |                                        |
| 2007 | Guru                       | Jignesh             |                                        |
| 2007 | Partition                  | Akbar Khan          |                                        |
| 2008 | Chamku                     | Shreedhar           |                                        |
| 2009 | Jail                       | Kabir Malik         |                                        |
| 2010 | Virsa                      | Yuvraj Singh Grewal | Punjabi film                           |
| 2010 | Tees Maar Khan             | agent Dhurinder     |                                        |
| 2011 | Ready                      | Veer                |                                        |
| 2011 | Aazaan                     | Imaad               |                                        |
| 2011 | Yaar Annmulle              | Guru                |                                        |
| 2012 | Dangerous Ishq             | Aarif               |                                        |
| 2012 | Maximum                    | Nanda               |                                        |
| 2012 | Paapi - Ek Satya Katha     | Rahul Khanna        |                                        |
| 2013 | Matru Ki Bijlee Ka Mandola | Baadal              |                                        |
| 2013 | Zindagi 50-50              | Addy                |                                        |
| 2013 | Jatts In Golmaal           | Sunny               | punjabi film                           |
| 2013 | Naughty Jatts              | Rocky Deol          | punjabi film                           |
| 2013 | Heer and Hero              | Fateh               | punjabi film                           |
| 2015 | Bangistan                  | Zulfi               |                                        |
| 2016 | Chalk n Duster             | Anmol               |                                        |
| 2017 | Tera Intezaar              | Vikram              |                                        |
| 2018 | Dassehra                   | Honey Singh         |                                        |
| 2019 | Zaheen                     | Akash               |                                        |
| 2019 | Mumbhaii Gangster          | Shiva               |                                        |
| 2020 | Gandhi Fer Aa Gea          | Gandhi              | punjabi film                           |
| 2021 | Bandh Tijori               | directeur           | korte film                             |
| 2022 | Hai Tujhe Salaam India     | Raqib               |                                        |
| 2023 | Pill Hai Ke Manta Nahin    | Manav               | korte film, ook schrijver en regisseur |
| 2023 | The creator jay sarjanhar  | KK Shah             |                                        |
| 2023 | Do Ajnabee                 |                     |                                        |
| 2024 | Zehan                      | Akash               |                                        |
| 2024 | Hey Siri Ve Siri           |                     | punjabi film                           |
| 2025 | Choran Nal Yarian          | Manmeet             | punjabi film                           |

### Televisie en Webseries
| Jaar       | Serie                         | Rol             | Platform   |
| ---------- | ----------------------------- | --------------- | ---------- |
| 2014       | Bigg Boss 8                   | deelnemer       |            |
| 2015       | Darr Sabko Lagta Hai          | Ashwin Sood     |            |
| 2015-2017  | Sankatmochan Mahabali Hanuman | Ravana          |            |
| 2018       | Runaway Lugaai                | Rakesh          | MX Player  |
| 2021       | Pratiksha                     | Chirag Shah     | Ullu       |
| 2022       | Duniya Gayi Bhaad Me          |                 | DigiflixTv |
| 2023       | Fuh Se Fantasy                | Vineet          | JioCinema  |
| 2024       | Bandh Darwaze Ke Peeche       | Anurag          | ALTT       |
| 2024-heden | Jagriti – Ek Nayi Subah       | Kalikant Thakur | Zee5       |